# Rakieta nośna

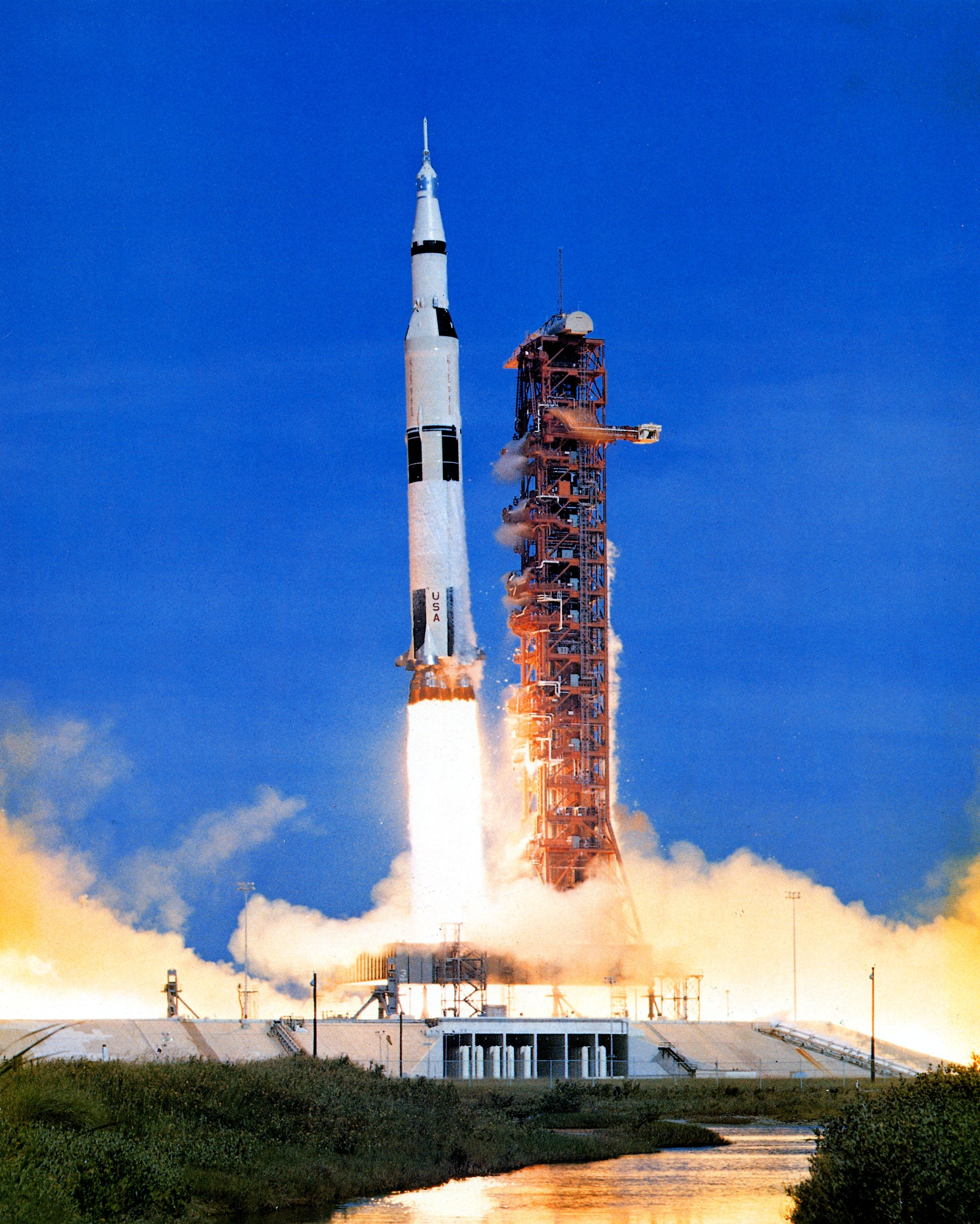
Zdjęcie przedstawia start superciężkiej rakiety nośnej Saturn V zdolnej do wprowadzenia na niską orbitę okołoziemską ładunków użytecznych o masie do 120 ton

Rakieta nośna – rakieta przeznaczona do wynoszenia ładunków w przestrzeń kosmiczną.
Przeważnie stosuje się rakiety wielostopniowe (składające się z kilku połączonych ze sobą przy starcie członów, z których każdy ma własny silnik rakietowy i zapas paliwa), pozwalające na uzyskanie łącznego ciągu potrzebnego do wyniesienia określonej masy użytecznej na orbitę wokółziemską (czyli uzyskanie pierwszej prędkości kosmicznej) lub w głęboki kosmos (czyli uzyskanie drugiej prędkości kosmicznej).